# Dark pool
In finanza, il termine dark pool (o black pools, letteralmente "vasca oscura" o "piscina oscura") indica una borsa elettronica, che può essere alternativa rispetto a quella regolamentata (ed in questo caso si ricorre anche alla definizione anglofona di Alternative Trading Systems), dove è possibile effettuare operazioni in modo anonimo e senza rendere pubblici i prezzi, nonché i quantitativi delle azioni scambiate. Una parte significativa delle transazioni azionarie oggi si svolge proprio all'interno di questi spazi non regolamentati con sede in edifici super protetti (secondo i dati Finra, negli Stati Uniti si contano 43 "alternative trading systems" gestiti da banche e broker come Credit Suisse, Deutsche Bank e Morgan Stanley), al cui interno file di computer e server, utilizzando complessi algoritmi, regolano il flusso delle operazioni che si svolgono alla velocità di poche frazioni di secondo.
La crescente importanza delle dark pools induce a ritenere che le borse siano sempre meno i luoghi privilegiati degli scambi delle azioni delle imprese, in quanto le vere contrattazioni (nella maggior parte dei casi di natura speculativa) si svolgono ormai in larga misura al buio. Secondo le stime del Tabb Group infatti, nel NASDAQ le negoziazioni delle dark pool sarebbero in forte crescita, passate dal 26% di quelle totali (nel 2008) al 32% nel 2012. Secondo il Financial Times, nel Regno Unito una percentuale tra il 6% e il 10% dei contratti azionari dei titoli più liquidi è scambiato attraverso dark pools, mentre negli Stati Uniti questa percentuale sale al 15%.
Uno dei principali vantaggi per gli investitori istituzionali che utilizzano le dark pools per l'acquisto o la vendita di grandi blocchi di titoli consiste nella possibilità di agire nell'anonimato, evitando così l'impatto sul mercato, in quanto né la dimensione dell'operazione né l'identità del negoziatore si rivelano fino a che non si ultima l'attività. Tuttavia, ciò significa anche che i normali soggetti del mercato sono svantaggiati in quanto non possono essere a conoscenza delle operazioni prima della loro esecuzione. Ciò apre ampie probabilità al fatto che il mercato sia soggetto ad alterazioni artificiali (rischio di volatilità) e di natura nominalmente speculativa. I prezzi inoltre sono fissati dai partecipanti alle dark pools. Tutto ciò se evita flessioni verso il basso, riduce la trasparenza delle operazioni in quanto rimangono sconosciute agli operatori le entità degli scambi azionari, nonché le identità di acquirenti e compratori.